# Rhamphomyia leptidiformis
Rhamphomyia leptidiformis är en tvåvingeart som beskrevs av Frey 1950. Rhamphomyia leptidiformis ingår i släktet Rhamphomyia och familjen dansflugor. Inga underarter finns listade i Catalogue of Life.